# Markstein

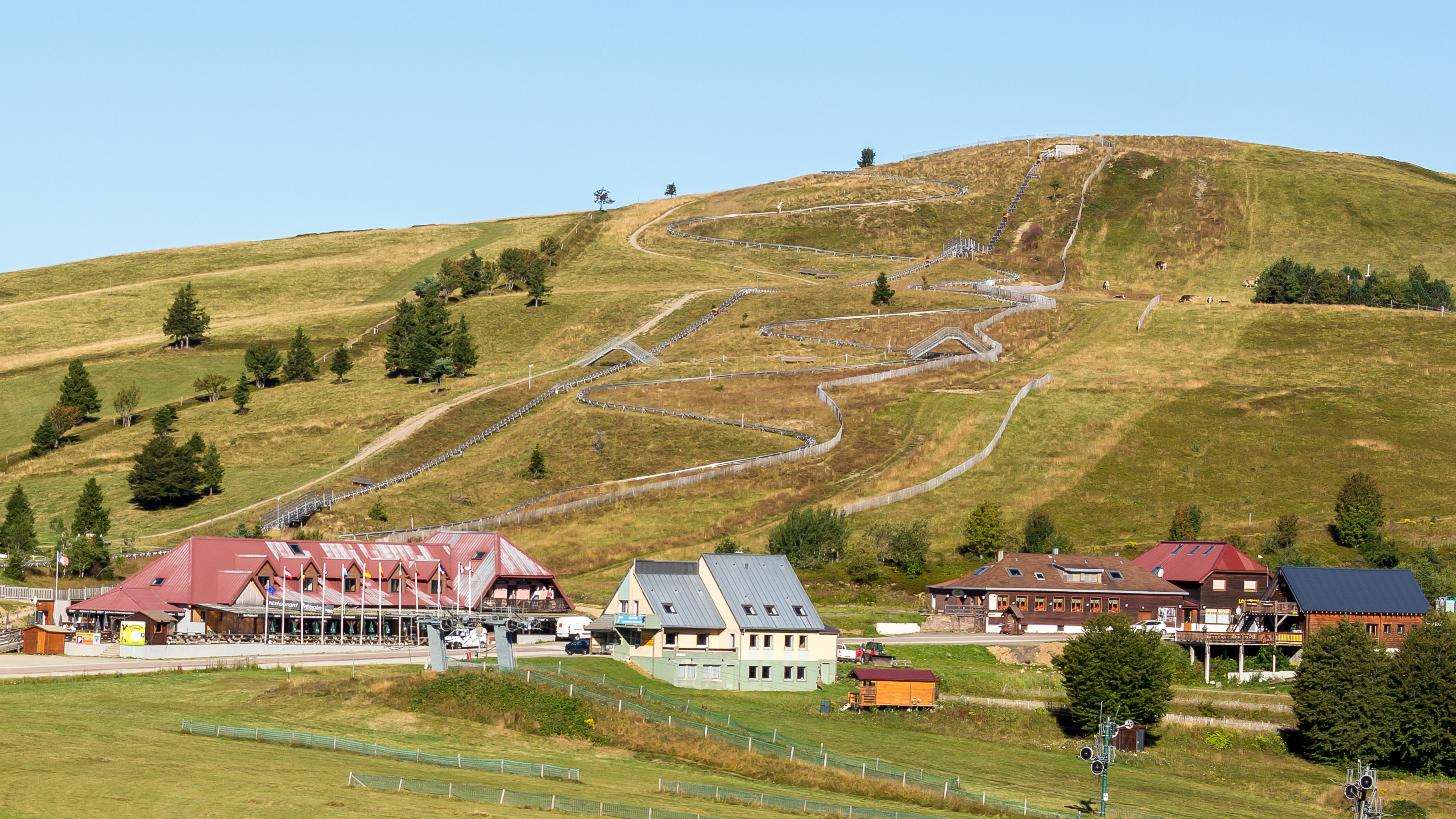
Markstein

O Markstein é uma montanha e também o nome da uma estação de esportes de inverno e de lazer (tobogã e parapente) no maciço dos Vosges, no departamento do Haut-Rhin, na França.
Sua altitude varia de 1040 a 1265 m, formando um conjunto de esqui de fundo com o sítio de Breitfirst. Foi uma etapa da Copa do Mundo de esqui em 1983 e 1987.